# Dissection
Dissection - шведський мелодійний дез-метал і блек-метал-гурт, заснований Йоном Нодтвейдтом в 1989 році.

## Історія
Гетеборг, Швеція. Йон Нодтвейдт, Петер Алмдал і Оле Йоман наприкінці 80-х грали в трешевих командах Siren's Yell і Rabbit's Carrot, але з часом їм захотілося чогось більш екстремально-брутального, і вони організували власний проект, Dissection. У квітні 1990-го гурт записав репетиційну плівку Severing Into Shreds, а в жовтні, поповнивши свої ряди гітаристом Маттіасом Йоханссоном, вперше з'явилася на публіці (в компанії з Entombed). В кінці року музиканти відкрили на світ перше офіційне демо, The Grief Prophecy. За його художнє оформлення відповідав Крістіан Велин, що згодом став дизайнером і всіх інших робіт Dissection. На початку 1991-го другим гітаристом став Джон Зветслут, і команда активізувала концертну діяльність на західному узбережжі Швеції. Тим часом, демка потихеньку розповзалася по європейському андеграунду і, нарешті, опинилася в руках діячів французького лейблу Corpsegrinder Records, що запропонували скандинавам випустити EP.
Тисяча копій Into Infinite Obscurity розійшлася досить швидко, а навесні 1992-го почалася робота над матеріалом для першого альбому. Спочатку була записана плівка The Somberlain - Promo 1992, а остаточні сесії пройшли після укладення контракту з No Fashion Records. Зроблений під керівництвом Дана Свано, альбом The Somberlain викликав позитивні відгуки в метал-андеграунді. На підтримку релізу Dissection прокотилися по Швеції, після чого, осівши в Гетеборзі, знову взялися за репетиції. На цьому етапі Зветслут втратив інтерес до групи і частенько ухилявся від роботи. Справа закінчилася тим, що недбайливого Джона виставили за двері, а на його місце покликали Йохана Нормана.
Влітку 1994-го колектив взяв участь у записі триб'ютного альбому Slayer, а восени того ж року, прийнявши пропозицію від Nuclear Blast, взявся за підготовку другої повнометражки. У березні 1995-го Dissection знову зібралися в студії Дана Свано і народили ще більш зловісний (чим The Somberlain) альбом, Storm of the Light's Bane.
Влітку того ж року гурт гастролював в Англії на розігріві у Cradle of Filth, а восени місце Оле зайняв Тобіас Келлгрен. Після виходу Storm of the Light's Bane команда більше року провела на гастролях, катаючись по Європі та Америці. Влітку 1997-го складу Dissection почало лихоманити, і через кілька місяців Нодтвейдт залишився на самоті. Набравши нових рекрутів, Йон зібрався записувати новий альбом і вже орендував Studio Fredman, але в грудні 1997-го його запроторили за ґрати за вбивство 37-річного алжирця. Нодтвейдту впаяли десять років, проте вже в 2004-му він звільнився і взявся за реанімацію проекту. Його новими партнерами стали екс-барабанщик Dark Funeral Томас Асклунд, басист Брайс Леклерк (екс-Nightrage) і гітарист Сет Тейтан (екс-Aborym).
30 жовтня Dissection відіграли аншлаговий rebirth-концерт, а через місяць вийшов свіжий сингл Maha Kali, написаний Нодтвейдтом ще на нарах. Кілька наступних місяців команда провела на гастролях, а з лютого 2005-го зайнялася третім студійним альбомом. Що вийшов в 2006-му Reinkaos став останньою роботою Dissection, оскільки лідер групи Йон Нодтвейдт 13 серпня 2006 покінчив життя самогубством.

## Цікаві факти
- Нодтвейдт з 1995 року і до кінця життя був активним членом організації Misanthropic Luciferian Order (MLO), що об'єднував філософських сатаністів і «чорних магів». Свій статус в Ордені Йон визначав як «повноправний присвячений другому ступені» і «жрець Сатани».

«Щоб стати одним з нас, необхідно бути сатаністом зі сформованими антикосмічними поглядами і великим колом знань в галузі навчань Темряви. Вступаючий в наше коло повинен повністю поділяти мізантропічну філософію Ордена, розуміти суть його антикосмічних цінностей, а також бути готовим присвятити залишок своїх днів виконанню своєї істинної волі згідно з волею Чорних Богів. Вступити в Орден може кожен (розділяючий наші погляди), проте підготовка до цього є довгим і складним процесом, іноді вимагає кілька років або навіть десятків років.» 
- У шведській в'язниці за участю Йона було сформовано братство, що називається «Werewolf Legion», що має безпосереднє відношення до MLO.
- Йон активно критикував сатанінське вчення Антона ЛаВея, називаючи його «безхребетним», «нединамічним» і «пацифістськи-атеїстичним».
- На даний момент в активі Магістра Ордену Temple of the Black Light п'ять книг:

1. Liber Azerate. (2002)
2. Quimbanda. (2006)
3. Liber Falxifer. (2008)
4. Liber Falxifer 2. (2011)
5. Book of Sitra Achra. (2013)

## Склад
- Йон Нодтвейдт - вокал, гітара (з 1989 по 2006)
- Томас Асклунд - ударні
- Сет Тейтан - гітара, бек-вокал

### Запрошені та колишні учасники
- Erik Danielsson (Watain) - бас-гітара (концерти)
- Brice LeClercq - бас-гітара
- Ole Öhman - ударні
- Peter Palmdahl - бас-гітара
- Mattias «Mäbe» Johansson - сесійний гітара
- Tobias Kjellgren - ударні
- John Zwetsloot - гітара
- Johan Norman - гітара
- Bård «Faust» Eithun - ударні
- Emil Nödtveidt - сесійний бас-гітара
- Hakon Forwald - бас-гітара

## Дискографія

### Альбоми
- The Somberlain (1993)
- Storm of the Light's Bane (1995)
- Reinkaos (2006)

### EP
- Where Dead Angels Lie (1996)

### Демо
- The Grief Prophecy (1990)
- Into Infinite Obscurity (1991)
- The Somberlain (1992)
- Promo '93 (1993)
- Storm of the Light's Bane Rough Mix (1995)
- Promo 2005 (2005)

### Сингли
- Maha Kali (2004)
- Starless Aeon (2006)

### Спліт
- Where Dead Angels Lie / Bastard Saints (1996)

### Компіляція
- The Past Is Alive (The Early Mischief) (1997)

### Лайв альбоми
- Live Legacy (2003)
- Live in Stockholm 2004 (2009)
- Live Rebirth (2010)

### Відео
- Live & Plugged Vol. 2 (1997) VHS
- Rebirth of Dissection (2006) DVD

## Зв'язані гурти
- Ophthalamia - блек-метал-гурт, в якому брали участь Йон Нодтвейдт, його молодший брат Еміль Нодтвейдт і Оле Йоман.
- The Black - блек-метал-гурт за участю Йона Нодтвейдта з 1992 по 1993.
- De Infernali - електронний проект Йона Нодтвейдта спільно з Damien (Midvinter).
- Satanized - проект Йона Нодтвейдта.
- Dawn - дез-метал-гурт, для якої Томас Асклунд також грав на ударних.
- Cardinal Sin - гурт, творець якої John Zwetsloot.
- Swordmaster - блек-метал проект, утворений Емілем Нодтвейдтом (гітара) і Андреасом Бергом (вокал).
- Deathstars - гурт, утворений Емілем Нодтведтом (гітара, клавішні), Андреасом Бергом (вокал), Оле Йоманом (ударні).